# ماری فیش
ماری فیش (انگلیسی: Maree Fish؛ زادهٔ ۲۳ ژانویهٔ ۱۹۶۳) بازیکن هاکی روی چمن اهل استرالیا بود.